# Salva veritate

Deux expressions sont substituables salva veritate si elles peuvent être interchangées sans altérer la valeur de vérité des énoncés où elles apparaissent. Ce critère renvoie à la condition logique d'intersubstituabilité. La locution latine salva veritate se traduit littéralement par « avec (ou par) la vérité indemne », avec un ablatif de manière salva signifiant « sauvetage », « salut » ou « bien-être » et veritate signifiant « réalité » ou « vérité ». La substitution salve veritate de termes coréférentiels peut échouer en contexte opaque. 

## Leibniz
L'expression apparaît dans certains fragments du projet encyclopédique de Leibniz, notamment dans les définitions composant la Caractéristique universelle. 
« Eadem sunt, quae sibi substitui possunt salva veritate » : « [Deux termes] sont les mêmes (eadem) s'ils peuvent être substitués sans altérer la vérité [d'aucun d'eux]. ». Par exemple, les termes triangle et trilatéral peuvent être substitués sans que les propositions qui y recourent perdent en vérité : « Idem autem esse A ipsi B significat alterum alteri substitui posse in propositione quacunque salva veritate. [...] Item triangulum et trilaterum, sibi substitui possunt ».